# Hans Sydow (Botaniker)
Hans Sydow (* 29. Januar 1879 in Berlin; † 6. Juni 1946 ebenda) war ein deutscher Botaniker und Mykologe.
Hans Sydow arbeitete von 1904 bis 1937 bei der Dresdner Bank in Berlin. Gemeinsam mit seinem Vater Paul Sydow gab er eine Puccinia-Monographie mit über 1.000 Seiten Umfang heraus. Das Manuskript für die zweite Auflage und seine umfangreiche Sammlung verbrannten 1943 in Berlin. Eine Unterart von Bryum capillare erhielt den Zusatz „sydowii“. Die Fachzeitschrift Sydowia wurde nach dem Namen Sydow benannt.

## Schriften
- mit Paul Sydow: Monographia Uredinearum seu specierum omnium ad hune usque diem descriptio et adumbratio systematica. Borntraeger, Leipzig, DNB 560960093.

Teil 1: Genus Puccinia. 1904, DNB 368368793.
Teil 2: Genus Uromyces. 1910, DNB 368368807.
Teil 3: Pucciniaceae (excl. Puccinia et Uromyces). Melampsoraceae, Zaghouaniaceae, Coleosporiaceae. 1915, DNB 368368815.
Teil 4: Uredineae imperfectae. 1924, DNB 368368823.
- mit Paul Sydow: Monographia uredinearum (= Bibliotheca mycologica. Band 33). Borntraeger, Leipzig, DNB 458288055.

Teil 1: Genus Puccinia. 1904. Reprint: Cramer, Lehre 1971, DNB 458288063.
Teil 2: Genus uromyces. 1910. Reprint: Cramer, Lehre 1971, DNB 458288071.
- mit Franz Petrak: Die Gattungen der Pyrenomyzeten, Sphaeropsideen und Melanconieen. Koeltz, Königstein, DNB 540315745
- mit Ferdinand Theissen: Die Dotnideales. In: Annales mycologici. Vol. 13, S. 147–746. Friedländer & Sohn, Berlin 1915, DNB 364033533.
- Novae fungorum species. In: Annales mycologici. Vol. 36, Nr. 2/3, S. 56–197. Friedländer, Berlin 1938, DNB 362386099.
- Fungi aequatorienses. In: Annales mycologici. Vol. 37, Nr. 4/5, S. 275–438. Friedländer, Berlin 1939, DNB 361747705.